# Flora Brovina
Flora Brovina (ur. 30 września 1949 w Srbicy) – kosowska poetka i feministka, działaczka społeczna, pediatra.

## Życiorys
Po ukończeniu szkoły podjęła studia medyczne w Prisztinie. Studia kontynuowała na uniwersytecie w Zagrzebiu, gdzie ukończyła specjalizację w zakresie pediatrii. Po powrocie do Kosowa pracowała jako dziennikarka w albańskojęzycznym piśmie Rilindja. Wkrótce jednak podjęła pracę w swoim zawodzie jako lekarz-pediatra na Oddziale Pediatrycznym szpitala w Prisztinie. Kiedy pogorszyła się sytuacja polityczna w Kosowie, w latach 90. Brovina podjęła się zbierania informacji o aktach przemocy, dokonywanych w Kosowie, zaczęła także organizować punkty opieki nad osieroconymi dziećmi. W 1992 zakładała Albańską Ligę Kobiet.
20 kwietnia 1999, w czasie wojny o Kosowo Brovina została porwana z domu przez ośmiu zamaskowanych mężczyzn i wywieziona w nieznanym kierunku. Kiedy oddziały NATO wkraczały do Kosowa była nadal przetrzymywana w Serbii. Działania na rzecz jej uwolnienia koordynował syn F. Broviny, apelując o pomoc do stowarzyszeń skupiających pisarzy. Brovina została umieszczona w więzieniu w Požarevacu, a 9 grudnia 1999 r. stanęła przed Sądem Okręgowym w Niszu oskarżona na mocy art. 136 KK o „działalność terrorystyczną”. Sąd skazał ją na 12 lat więzienia, ale wyrok ten został anulowany przez Sąd Najwyższy Serbii. Brovina spędziła 16 miesięcy w więzieniu, zanim została uwolniona z więzienia dzięki presji międzynarodowej wywieranej na władze Serbii.
W 2001 była kandydatką na urząd prezydenta Kosowa. Jako przedstawicielka Demokratycznej Partii Kosowa została wybrana w 2004 do parlamentu Kosowa, gdzie była członkinią Komisji Zdrowia, Pracy i Polityki Społecznej. Kieruje także Ligą Albańskich Kobiet Kosowa, działającą jako organizacja pozarządowa. Od lutego do grudnia 2014 pełniła funkcję przewodniczącej Zgromadzenia Kosowa.
Flora Brovina jest autorką trzech tomików z poezją liryczną. Pierwszy tomik: Verma emrin tim (Nazwij mnie moim imieniem) został wydany w 1973 roku w Prisztinie. Sześć lat później ukazał się zbiór: Bimë e zë (Roślina i głos). W drugim swoim tomiku autorka poświęciła więcej uwagi miejscu w społeczeństwie i roli, którą odgrywa kobieta jako matka i rodzicielka. Trzeci tomik Mat e çmat (Taśma do pomiaru) ukazał się w Prisztinie, w roku 1995. Uważany za najlepszy z jej dzieł jest także manifestacją feministycznych poglądów autorki. Opracowała trzy antologie utworów poetów z Kosowa.
W 1999 otrzymała przyznawaną przez szwedzki PEN Club nagrodę Tucholskiego. Jest także laureatką Nagrody Praw Człowieka przyznawanej przez Fundację Heinricha Bölla. W 2016 została wyróżniona tytułem Honorowego Obywatela Peshkopii.
W 2000 w Belgradzie ukazał się tomik Broviny Nazovi me mojim imenom, w tłumaczeniu Radmily Lazić. W 2001 roku jej wiersze ukazały się w Nowym Jorku, w tłumaczeniu Roberta Elsiego.
Jest mężatką (mąż Ajri Begu), ma syna.

## Tomiki poezji
- 1973: Verma emrin tim
- 1979: Bimë e zë
- 1988: Luleborë
- 1995: Mat e çmat
- 1999: Thirrje e Kosovë
- 2001: Call me by my name (wyd. Nowy Jork, tłum. Robert Elsie)

## Powieści
- 2015: Stinë jargavanësh

## Tłumaczenia polskie
- Nazwałbyś mnie motylem, Kobiecie, Jak kwiat mnie chronisz, [w:] Nie jest za późno na miłość. Antologia poezji albańskiej XX wieku, przeł. M. Saneja, Sejny 2005. (tłumaczenia wierszy ukazały się także w 2002 w czasopiśmie Krasnogruda)